# Јахорина
Јахорина је планина која се налази дијелом у општини Пале и мањим дијелом у општини Трново, Република Српска, БиХ, која припада Динарском планинском систему. Највиши врх је Огорјелица са 1.916 m надморске висине. Љети је прекривена густом зеленом травом, а зими и до 3 m високим снијегом. Јахорина се простире од 43°39' до 43°47' сјеверне географске ширине и од 18°31' до 18°43 источне географске дужине.
Изванредна конфигурација терена, обиље врло квалитетног снијега за скијање, погодна клима, 20 km стаза за алпске дисциплине као и благе падине (Рајска долина) уврстиле су ову планину међу најљепше и најпознатије ски центре.
Просјечан број дана са сњежним покривачем на Јахорини је 175, и то од октобра до краја маја. Десетогодишњи просјек висине сњежног покривача у фебруару износи 106 cm.
На четрнаестим Зимским олимпијским играма у Сарајеву, на Јахорини су одржане алпске дисциплине за жене.
Јахорина је од Сарајева удаљена 30 km, а од Пала 15 km.

## Поријекло имена
Оригинални назив планине је раније гласио Јаворина. Планина је назив добила по планинском или грчком јавору (лат. acer heldreichii), чије је најсјеверније станиште ова планина. Огромна стабла грчког јавора су природна атракција.
Назив Јахорина се усталио за вријеме турске окупације, када су окупатори често мијењали слово В у Х. Данас у Источном Сарајеву постоје удружења грађана (као што су женски хор и планинарско друштво) са називом Јаворина, што говори о свијести поводом овог стања.
Испод Голе Јахорине, на којој су се налазили смучарски терени "каквих нема у целој Европи", сарајевско туристичко друштво "Романија" је 1935. подигло туристички дом (или 1934), а нешто ниже је 1938. подигнут и официрски планински дом, отворен и за цивиле. На Голу Јахорину су од Спасовдана извођени волови и коњи на одмор и гојење. Пре Другог светског рата, било је старијих људи који никада нису били на Палама.

## Јахорина као Олимпијски центар
Године 1984. у Сарајеву су одржане XIV Зимске Олимпијске игре, у склопу којих су на Јахорини одржане одређене дисциплине. Благе падине и терен планине погодне су за скијање, те је то разлог брзог развоја Јахорине као центра зимских спортова. Планина је највеће и најпознатије скијалиште у Републици Српској, а у зимском периоду то је највеће стециште скијаша.
Више на: Олимпијски центар Јахорина.